# Karel Krautgartner
Karel Krautgartner (20. července 1922 Mikulov – 20. září 1982 Kolín nad Rýnem) byl český hudebník, skladatel jazzové hudby, herec, dirigent, jeden z nejlepších československých saxofonistů 20. století.

## Život a dílo

### Mládí
Narodil se jako Karel Josef Krautgartner v rodině poštmistra Josefa Krautgartnera a jeho ženy Marie. Na klarinet začal hrát jako chlapec. Základní školu vychodil v Mikulově, ve školním roce 1935/1936 měl nastoupit do třetí třídy reformního reálného gymnázia v Břeclavi. Protože se v roce 1935 se s rodiči přestěhoval do Brna, z břeclavského gymnázia vystoupil a dostudoval v Brně (maturita 1942). Jeho učitelem hry na saxofon zde byl Stanislav Krtička (1887–1969). V Brně začínal okolo roku 1935 v poloprofesionálních souborech Quick Band a Slavia Band. V roce 1942 se stal členem orchestru Gustava Broma, který v následujícím roce opustil.

### V orchestru Karla Vlacha
Krautgartnerem založený orchestr Dixie Band si v roce 1945 přijel do Brna poslechnout Karel Vlach. Po jeho nabídce odjeli tři členové orchestru do Prahy, Karel Krautgartner se v orchestru Karla Vlacha stal vedoucím saxofonové sekce.

### Samostatná činnost a TOČR
V roce 1956 Karel Krautgartner opustil orchestr Karla Vlacha a spolu s Karlem Velebným založili Kvinteto Karla Krautgartnera. To vystupovalo nejprve v pražské kavárně Alfa, od roku 1957 se kvinteto rozrostlo na septeto (později noneto) a přesunulo své působiště do kavárny Vltava. Spolu s ním zde vystupovali Vlasta Průchová a Karel Hála. V roce 1957 rozpoznal talent Karla Gotta, který se zúčastnil soutěže Hledáme nové talenty roku 1958.
V roce 1958 požádal Československý rozhlas Krautgartnera, aby sestavil pro jednorázové vystoupení na mezinárodním festivalu orchestr z nejlepších československých jazzových hudebníků. Po tomto vystoupení Krautgartner orchestr nerozpustil a vystupoval s ním nadále. Od počátku roku 1960 se z tohoto tělesa stal Taneční orchestr Československého rozhlasu (TOČR), Karel Krautgartner byl jeho dirigentem do roku 1963, kdy došlo k rozdělení na taneční a jazzový orchestr. Funkci dirigentů převzali Kamil Hála a Josef Vobruba, Krautgartner se stal uměleckým vedoucím obou orchestrů, přejmenovaných v roce 1967 na Orchestr Karla Krautgartnera.

### Emigrace
V srpnu 1968, bezprostředně po invazi vojsk Varšavské smlouvy do Československa, emigroval spolu s partnerkou Elen Tanasco do Vídně, kde se stal dirigentem rozhlasového jazzového orchestru stanice ÖRF. V roce 1971 přesídlil do Kolína nad Rýnem, kde chtěl vyučovat na místní konzervatoři. Proto začal studovat hudební vědy na filozofické fakultě Rheinische Musikschule a studium v roce 1982 úspěšně dokončil, krátce nato však zemřel. Je pohřben na kolínském centrálním hřbitově Melatenfriedhof (řada R4, hrobové místo č. 124).

### Rodinný život
V roce 1947 se v Praze seznámil s Elen Tanasco (1919–2022), vlastním jménem Helena Herget-Atanasković. Elen Tanasco byla profesionální tanečnice z pražské jugoslávské rodiny, která tančila např. v Novém německém divadle či ve skupině Joe Jenčíka. Po válce tančila v muzikálu Divotvorný hrnec, kdy se seznámila s Karlem Krautgartnerem. Kvůli jugoslávskému původu Elen Tanasco jim československé úřady nepovolily sňatek. Karla Krautgartnera následovala i do emigrace v Německu, kde se později vzali.

## Dílo

### Diskografie
Nahrávky orchestrů, které Karel Krautgartner vedl, vycházely na gramofonových deskách, později na CD, např.:
- Noční ulice (nahrávky Orchestru Karla Krautgartnera z 50. a 60. let 20. století, vydal Supraphon 2008)[10]

### Filmografie
Kromě činnosti dirigentské a interpretační je jméno Karla Krautgartnera zaznamenáno u vzniku řady filmu. V řadě z nich vystupoval, představoval sám sebe nebo hudebníka, např.:
- 1967 – Píseň pro Rudolfa III. Píseň pro Rudolfa III. (TV seriál, sám sebe)
- 1964 – Kdyby tisíc klarinetů (role vojáka)
- 1959 – Ošklivá slečna (klarinetista)

K více filmům složil hudbu nebo byl dirigentem.

## Posmrtné připomínky
- Na rodném domě v Mikulově byla v roce 2003 umístěna pamětní deska sochaře Nikose Armutidise.[11]
- Na připomínku Karla Krautgartnera se v Mikulově každoročně koná koncert, kde se představují legendy českého jazzu. Při té příležitosti je pozvané osobnosti zasazena deska do chodníku slávy před Krautgartnerovým rodným domem, v domě samém je malé vzpomínkové muzeum.[12][13]

## Galerie

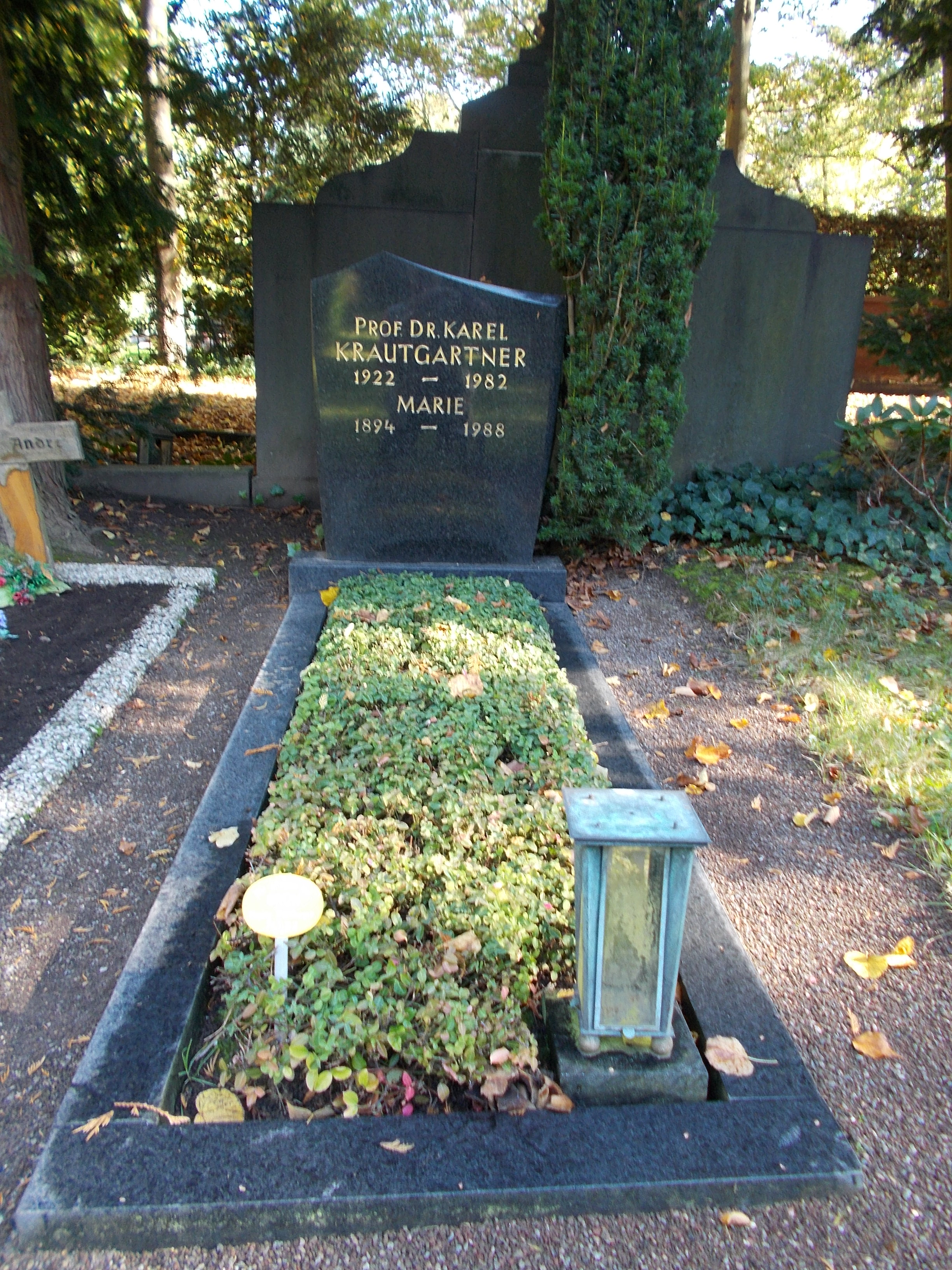
Hrob Karla Krautgartnera, Melatenfriedhof, Kolín nad Rýnem
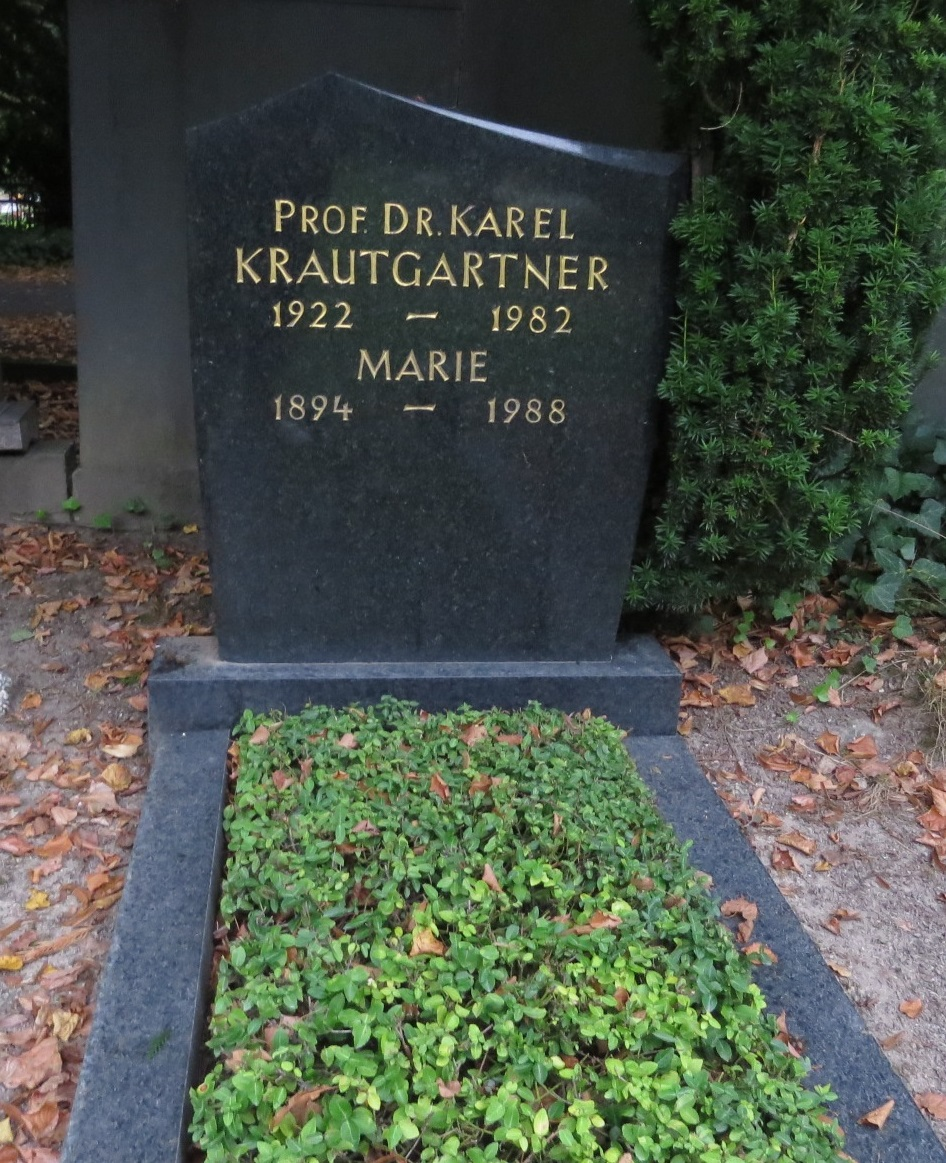
Detail náhrobku